# Ruder-Union Arkona Berlin 1879
Die Ruder-Union Arkona Berlin 1879, kurz RU Arkona, ist ein Sportverein aus Berlin-Spandau.

## Geschichte und Lage
Die Ruder-Union Arkona entstand am 15. Februar 1958 aus den drei Vereinen RC Berolina, BRC Teutonia und RV Arkona-Normania. 1962 schloss sich der Hansa-Union Ruderklub an, 1973 die Berliner Rudervereinigung Favorite-Markomannia und 2001 der Ruder-Verein „Siemens“ Berlin. Die Geschichte des Vereins reicht zurück bis zum 16. Januar 1879, an dem die RG All Right gegründet wurde, aus der 1876 der RC Berolina wurde.
Das Bootshaus befindet sich auf dem alten Grundstück des RV Arkona-Normania an der Scharfen Lanke im Spandauer Stadtteil Wilhelmstadt.

## Bekannte Sportler
Rüdiger Henning gewann 1968 in Xochimilco die olympische Goldmedaille mit dem Deutschland-Achter und war der einzige Olympiasieger der Ruder-Union. Zwei Jahre zuvor hatten Rüdiger Henning und Ulrich Luhn mit dem Deutschland-Achter Gold bei den Weltmeisterschaften 1966 gewonnen. 1999 erruderte Manuel Brehmer Weltmeisterschafts-Silber, 2003 erkämpfte Peter Ording Bronze.
1967 siegten Henning und Luhn mit dem Deutschland-Achter bei den Europameisterschaften. 2020 erruderte Elisabeth Mainz Silber im Leichtgewichts-Doppelvierer.